# Tseleevo Golf & Polo Club
De Tseleevo Golf & Polo Club is een golfclub in het dorp Tselejevo, in het Dimitrov District ten Noorden van Moskou.
Dit is de eerste golfbaan die in Rusland door Jack Nicklaus werd aangelegd. Naast de 18-holes bosbaan is een golfschool met drie oefenholes. De golfbaan werd in 2008 geopend en heeft een par van 72. Sinds 2010 wordt het Russisch Open  hier gespeeld.

## Jack Nicklaus Golf Club
Tseleevo is een van de 25 Jack Nicklaus Gold Clubs, verspreid over de wereld. Geassocieerde leden mogen bij andere JN clubs in The Nicklaus Home logeren en meedoen aan de JN Golf Club Invitational.
In het centrum van de 300ha is een dorpje met het clubhuis van de golfclub, een spa, een tennisbaan. Er is ook een manege en een poloclub en er zijn verscholen in de bossen veel huizen gebouwd.